# Life's Shop Window (film 1914)
Life's Shop Window è un film muto del 1914 diretto da J. Gordon Edwards e basato sul romanzo Life’s Shop Window di Victoria Cross.

## Trama
In Inghilterra, povera e bistrattata, Lydia Wilton lavora per la ricca e viziata Bella, figlia degli Anderson. Innamoratasi di Bernard Chetwin, Lydia si sposa segretamente con lui. Eustace Pelham, diventa suo amico: l'uomo è un filosofo vagabondo che le espone le sue teorie sociali. Bernard, intanto, parte per gli Stati Uniti dove, in Arizona, prepara una casa per la moglie e il bambino. Lydia lo raggiunge ma, dopo la nascita del figlio, il marito comincia a trascurarla a causa del lavoro. Quando in Arizona arriva anche Eustace, quest'ultimo comincia a corteggiare Lydia e la convince a fuggire con lui. La domestica indiana di Lydia la convince però a non farlo. Ritornata a casa, Bernard dopo qualche tempo perdona la moglie.

## Produzione
Il film è stata la prima produzione della casa di produzione Box Office Attractions Company.

## Distribuzione
Distribuito dalla Fox Film Corporation, il film - presentato da William Fox - uscì nelle sale cinematografiche statunitensi il 20 ottobre 1914.